# Lastings Milledge
Lastings Darnell Milledge (né le 5 avril 1985 à Bradenton, Floride, États-Unis) est un joueur de champ extérieur de baseball évoluant depuis 2012 pour les Tokyo Yakult Swallows de la Ligue centrale du Japon. Milledge a joué dans les Ligues majeures de baseball de 2006 à 2011.

## Carrière

### Mets de New York
Lastings Milledge est drafté en juin 2003 par les Mets de New York au premier tour de sélection (12e choix). Joueur d'avenir promis à une belle carrière, Baseball America le considère en 2005 comme l'athlète le plus prometteur de l'organisation. La même publication le classe 9e joueur le plus prometteur de tout le baseball.
Milledge fait ses débuts dans les majeures le 30 mai 2006 et réussit son premier coup sûr dans les grandes ligues dans cette rencontre opposant les Mets aux Diamondbacks de l'Arizona.
Le 4 juin 2006, il claque son premier coup de circuit dans les grandes ligues aux dépens du stoppeur des Giants de San Francisco Armando Benitez en 10e manche. Lorsqu'il reprend sa place en défensive en 11e après avoir égalé la partie, il donne la main à plusieurs supporters dans les gradins du champ droit. Ce geste, attribué à l'exubérance d'une recrue, est considéré comme un faux pas qui irrite adversaires et coéquipiers. En 2006, Milledge était à 21 ans le plus jeune joueur de la MLB.
En 2007, Milledge est également impliqué dans une controverse concernant l'enregistrement d'une chanson hip-hop intitulée Bend Ya Knees, une composition de son ami d'enfance Immanuel Dent II, alias Manny D. Milledge prête sa voix à certaines parties de la chanson, aux paroles jugées sexistes par certains, et est crédité sous le pseudonyme L Millz. La direction des Mets de New York publie un communiqué dans lequel elle indique qu'elle désapprouve le contenu et le message véhiculé dans l'enregistrement, ainsi que le langage qui y est utilisé.

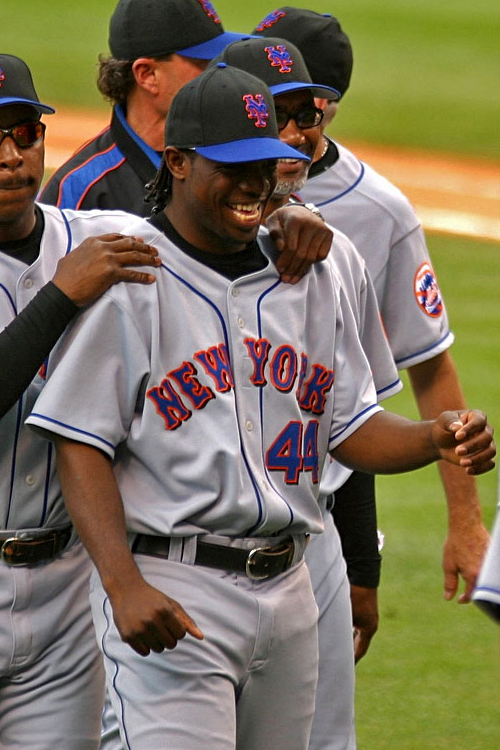
Lastings Milledge en 2006 avec les Mets.

Milledge joue 115 parties en deux saisons pour New York et son passage dans l'organisation s'avère tumultueux. Le jeune homme ne fait pas l'unanimité dans le vestiaire. Durant la saison 2006, une note est apposée sur son casier : « Know your place, Rook. Your teammates. » (« Apprends où est ta place, recrue. Tes coéquipiers »).

### Nationals de Washington
Milledge est transféré aux Nationals de Washington le 30 novembre 2007 pour le voltigeur Ryan Church et le receveur Brian Schneider.
Milledge se voit confier le poste de voltigeur de centre pour Washington et joue 138 parties de saison régulière avec les Nationals en 2008, un sommet jusque-là dans sa carrière. Il cogne 14 coups de circuit et totalise 61 points produits.
Avant le début de la saison 2009, il renonce à son numéro d'uniforme 44, qu'il portait également chez les Mets, pour le céder au nouveau venu Adam Dunn. Milledge porte depuis le numéro 85, qui correspond à son année de naissance.
Milledge connaît un lent début de saison en 2009 et est rétrogradé aux ligues mineures chez les Chiefs de Syracuse. 

### Pirates de Pittsburgh
Le 30 juin 2009, Washington cède le lanceur Joel Hanrahan et Milledge aux Pirates de Pittsburgh en retour du volitgeur Nyjer Morgan et du releveur Sean Burnett. 
Milledge dispute 58 parties avec les Pirates dans le dernier droit de la saison, frappant dans une moyenne au bâton de,291 avec 20 points produits.
En 2010, Milledge joue 113 matchs pour Pittsburgh, frappant pour,277 avec 34 points produits.

### White Sox de Chicago
Le 3 février 2011, Milledge rejoint les White Sox de Chicago, avec qui il signe une entente des ligues mineures. Il joue deux matchs avec les Sox en 2011 mais est rapidement assigné aux ligues mineures, où il passe le reste de l'année et est ignoré par les autres clubs du baseball majeur lorsque soumis au ballottage.

### Tokyo Yakult Swallows
En décembre 2011, Milledge signe un contrat d'un an et une année d'option avec les Tokyo Yakult Swallows de la Ligue centrale du Japon. Le contrat est d'une valeur de 570 000 dollars US pour la saison 2012.